# Big Vin Records
La Big Vin Records è un'etichetta discografica con sede a Dallas, in Texas creata nel febbraio 2006 dal batterista heavy metal e produttore Vinnie Paul. La Big Vin Records è associata con la Fontana Records.

## Storia
Vinnie Paul divenne famoso grazie alla band Pantera e successivamente Damageplan dove suonava con il fratello, Dimebag Darrell. Creò l'etichetta circa un anno dopo la morte di suo fratello a seguito della tragedia dell'Alrosa Villa dell'8 dicembre 2004. L'obiettivo di questa etichetta è preservare la memoria di Dimebag e continuare a pubblicare e lanciare band metal.

## Artisti
- Hillbilly Orchestra
- Hellyeah
- Rebel Meets Rebel

## Pubblicazioni

### Album
- Rebel Meets Rebel (2006)

### DVD
- Dimevision, Volume 1 (2006)